# Alfarería del vino

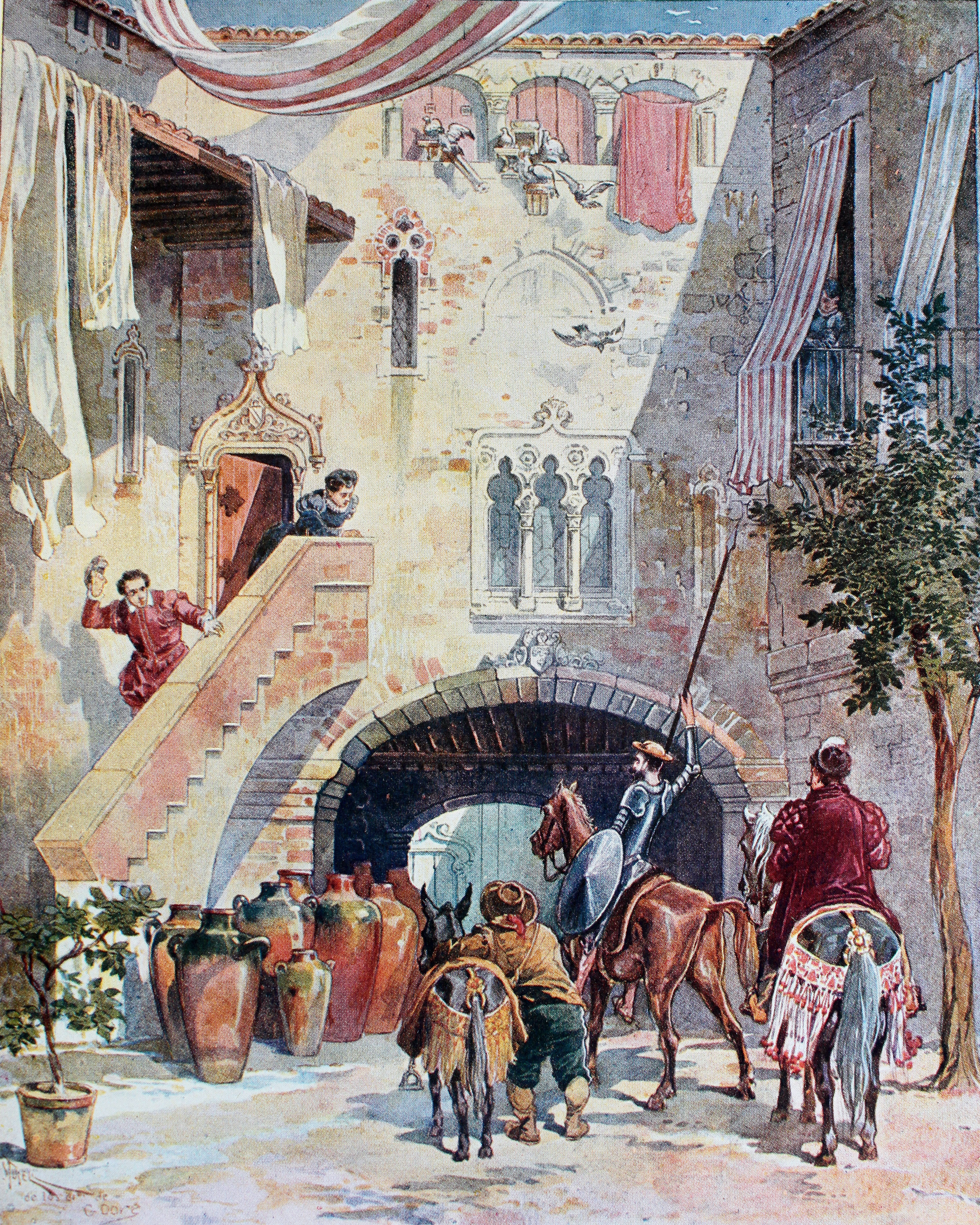
«Oh tobosescas tinajas, que me habéis traído á la memoria la dulce prenda, causa de mi mayor amargura!» (Don Quijote. Tomo II, cap. XVIII. Edición de Luis Tasso, hacia 1894.)

Alfarería del vino es la denominación genérica del conjunto de objetos de cerámica, bien de basto o vidriada, que se utiliza para el transporte, almacenaje y consumo de productos vitivinícolas y su cultura, a lo largo de la Historia de la vid y sus industrias.
Entre las piezas más populares de este capítulo de la cacharrería de barro están las jarras, jarros y cantarillas vinateras, para el consumo de mesa, y las ánforas y tinajas, para la conservación, almacenamiento y transporte.

## Historia

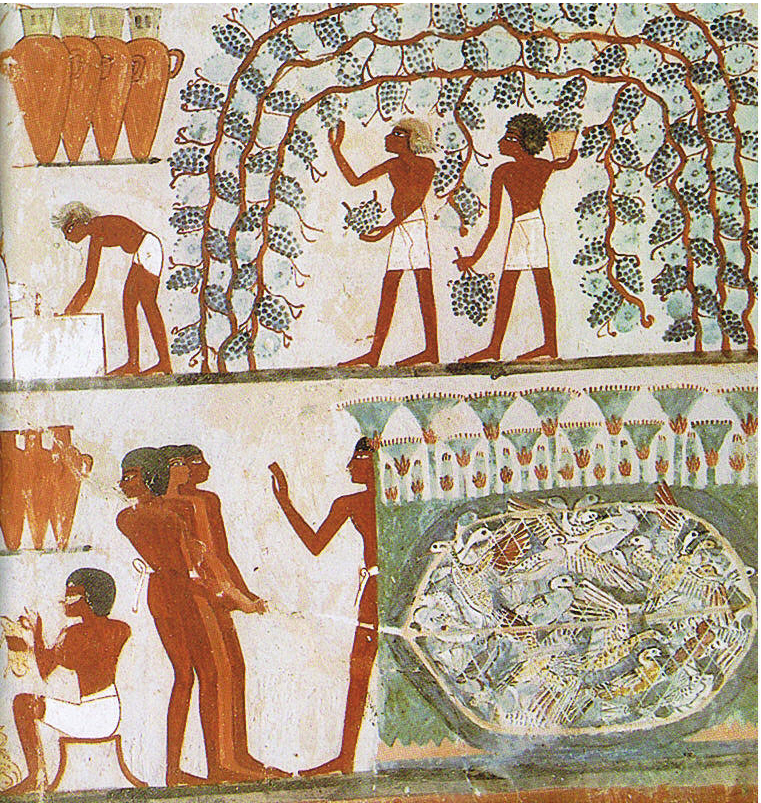
Grandes ánforas para ofrendas funerarias en una tumba de la 18.ª dinastía tebana (ca. 1500 a. C.).

Prospecciones arqueológicas realizadas en Oriente Medio, en la segunda mitad del siglo xx, datan el binomio alfarería-vino entre 5400-5000 antes de Cristo, es decir, hace más de 7000 años. La abundante literatura en la investigación llevada a cabo de las culturas fenicia, griega y romana ofrece materiales suficientes para evaluar la importancia de la alfarería del vino, como consecuencia de que el vino fuese durante siglos la única bebida que se podía conservar –a pesar de su oxidación y el desconocimiento del dióxido de sulfuro como conservante–, merced al recubrimiento de las vasijas con brea y el empleo de resinas.

## Ajuar cerámico de la alfarería del vino
Un estudio de Romero Vidal para el XV Congreso anual de la Asociación de Ceramología de España divide en dos grandes grupos los útiles alfareros relacionados con el vino: los utilizados en el proceso de elaboración y conservación, y los que se usan para la venta, transporte, servicio y consumo. En el primer grupo, es interesante destacar los ladrillos vidriados de revestimiento del lagar (un capítulo de la cerámica que suele pasar desapercibido), como «els tobes de cup» en Cataluña. También son esenciales en la elaboración las tinajas y sus filtros, diversas jarras y cuencos para trasegar el vino durante el proceso, así como embudos de barro, “jarrones” y otros recipientes específicos para lavar y azufrar las cubas. En el subsiguiente capítulo de la venta y distribución se agrupan además diversos recipientes para la medida del vino, desde la cántara o arroba (equivalente a 8 azumbres, es decir 16,133 litros) hasta el cuartillo (equivalente a cuatro copas, medio litro); el transporte lo cubren las botijas, barriletes, tonelillos y tinajillas. En el capítulo añadido del consumo entran en este catálogo las jarras, jarros, botellas, vasos, catavinos, barreños y tazas.

## Recipientes en la cerámica griega clásica
La Askos (sucedáneo de la primitiva bota de vino cerámica),  la taza Cótila, la Crátera para mezclar el vino y el agua, la jarra Enócoe para sacar el vino de la crátera, la copa Kantharos, el cazo Kyathos, el cáliz o copa Kílix, el Psictero para enfriar el vino, el Ritón (un cuerno en forma de ánfora) y el tazón Skyphos. Muchos de ellos tuvieron una continuidad morfológica y tipológica en la cerámica romana.

## Tipología de recipientes y envases
Más allá de las vasijas y formas de la cerámica clásica, un catálogo simplificado de los recipientes asociados al uso y consumo del vino a lo largo de la Historia, debería incluir al menos la siguiente selección:

### Ánforas
Su uso masivo como envase tiene un amplio catálogo en arqueología. Así, las primitivas ánforas están ya representadas en la iconografía del Antiguo Egipto en el contexto de los alfares y la industria del vino y el aceite, y documentadas en el siglo XV  a. C. en las costas del Líbano y la vecina Siria, y en el siglo XIV  a. C. en Micenas. Estos recipientes de base apuntada y roma (así concebida para que se sostuviesen ‘clavadas’ en la arena de las playas en el tráfago de su transporte y acarreo) atestaban los largos bancos de las naves de transporte. Para resistir las vicisitudes e inclemencias del viaje, cada recipiente se taponaba con un disco de cerámica sellado luego con una pasta de cal. Las mayores, ya en el periodo de expansión comercial romana alcanzaban una capacidad de unos 50 litros de vino.

### Botijas

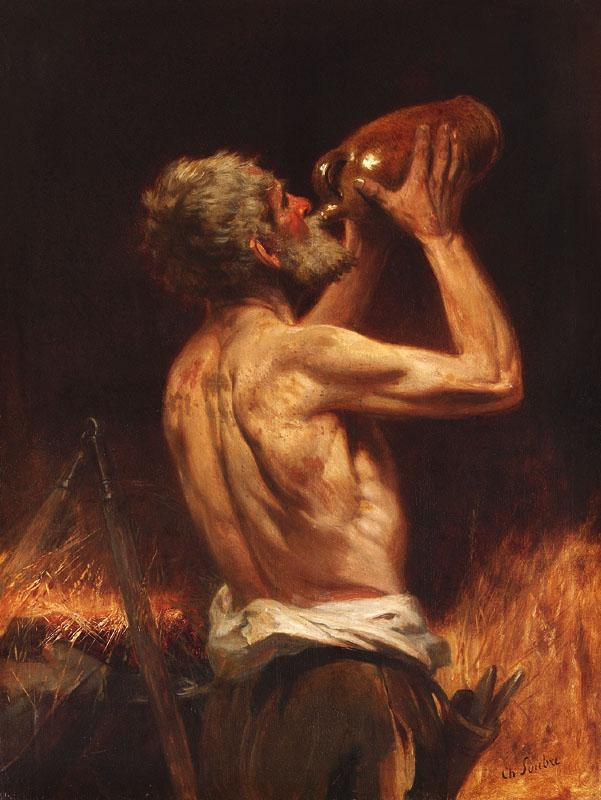
Botijilla con vidriado completo en El segador sediento, obra del pintor belga Charles Soubre (ca. 1850)

La botija, con una variada terminología y tipologías, tuvo en común su uso como recipiente para llevar el vino durante las faenas del campo, de ahí su tamaño y morfología manejables. En general, el cuerpo ovoide, y muchas veces plano por una de sus caras para adaptarse a las caballerías, podía tener una o dos asas, un cuello corto y lo suficientemente pequeño como para escanciar el vino, de ahí que en muchas zonas se conociera a la botija vinatera como “barril de campo”, vasija de base convexa y casi esférica, con ejemplos castellano-leoneses como los de Toro, o los “modorros” de Cantalapiedra, las barrilas de Benavente, Jiménez de Jamuz o Moveros, o el “barril campero” extremeño. Similares a las descritas, se han conservado en Cataluña botijas datadas en 1378 (halladas en las obras de saneamiento de la bóveda de Santa María del Mar de Barcelona), y mencionadas hasta la segunda mitad del siglo xviii. Vasija de esta misma familia es el modelo pequeño del “barral” de las comarcas gerundenses.
El término “botija de campo” también aparece con frecuencia para denominar recipientes campesinos para vino (también para llevar agua o aceite), en amplias zonas de las dos Castillas, La Mancha y Andalucía. Otro recipiente parecido era la botija “de carro” que en Castilla y León se usaba como cantimplora.
Un apartado especial merece la “botija perulera sevillana” empleada entre el siglo xvii e inicio del xix para transportar el vino a las posesiones de España en Ultramar. El geógrafo Antonio de Alcedo describía así su uso en 1789: 

"Tiene vara y media de alto, y media de diámetro en su mayor anchura: es de figura cónico inverso: contiene 23 frascos regulares, y en ellas envían a los Reynos de Tierrafirme, Guatemala, y Nueva España el vino, aguardiente, aceytunas, y otras cosas.

### Cántaros

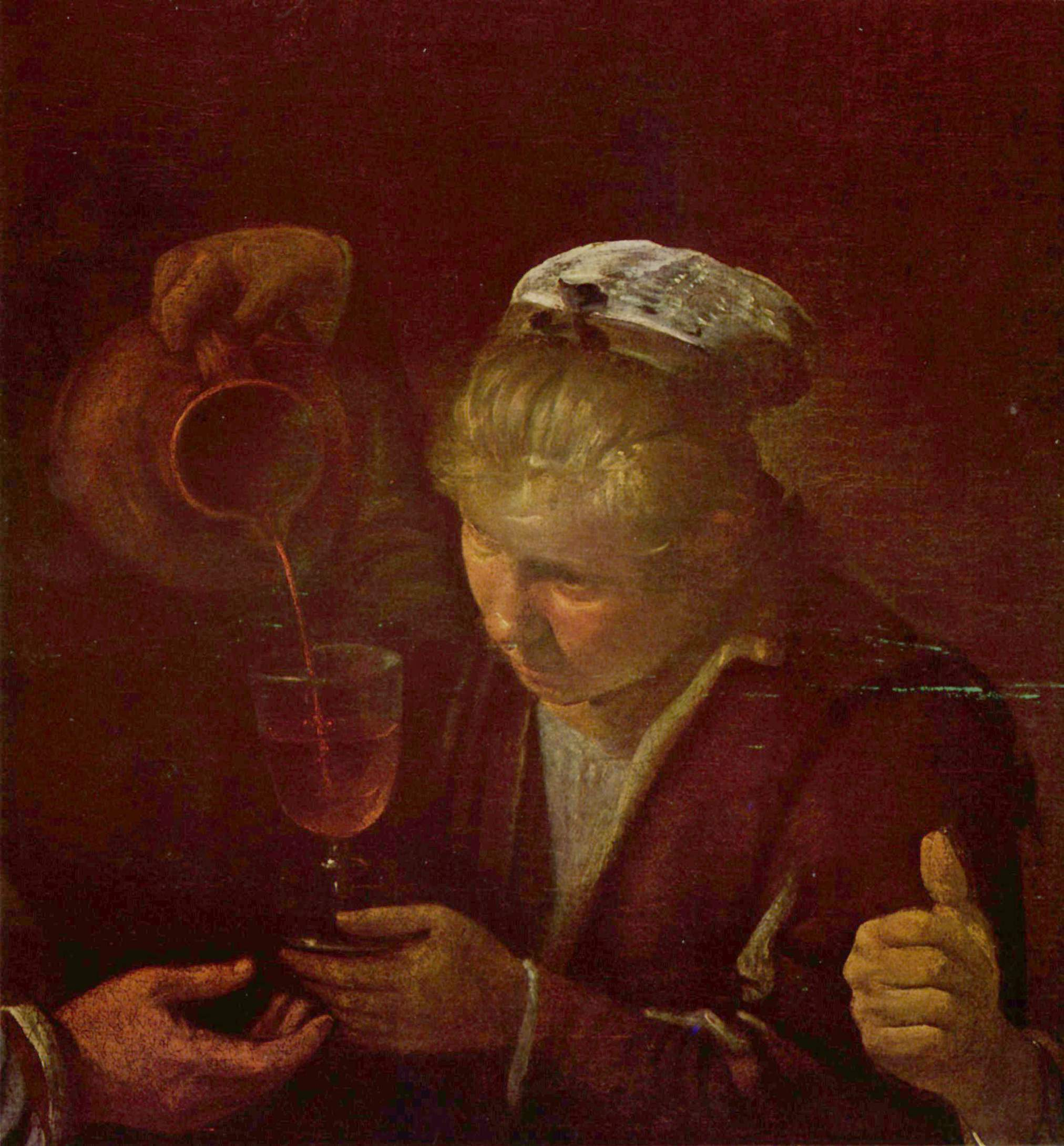
Sirviendo vino del cántaro, en una de las versiones de Almuerzo de campesinos, pintada por Diego Velázquez hacia 1620. Museo de Bellas Artes de Budapest.

Compartiendo en la mayoría de los casos su funcionalidad como contenedor de agua –y ocasionalmente de aceite–, el cántaro, junto con cantarillas y cántaras trasciende su leyenda bíblica documentando su presencia en la antigüedad con un importante capítulo de la arqueología cerámica.
En España, quizá dos de los sectores más importantes en la producción de cántaros para el vino fueron Aragón y las dos Castillas, aunque la abundante literatura dedicada al tema también menciona los territorios del antiguo Reino de León y los alfares catalanes como centros muy activos en la fabricación de alfarería del vino. Así, en Barcelona, por ejemplo, cántaros con barniz plumbífero teñido en verde se han encontrado en edificios góticos de los siglos xiv y xv.
Se pueden citar modelos casi exclusivos para el vino como el “cántaro de pitano” de Peñafiel, con un asa y pico vertedor, similar a las jarras; en este sentido muchas vasijas cantareras presentaban un caño o un “pitorro” en el tercio superior del cuerpo y frente al asa para beber a chorro (como los cántaros salmantinos de Cespedosa de Tormes, Tamames o Vitigudino).

### Jarras

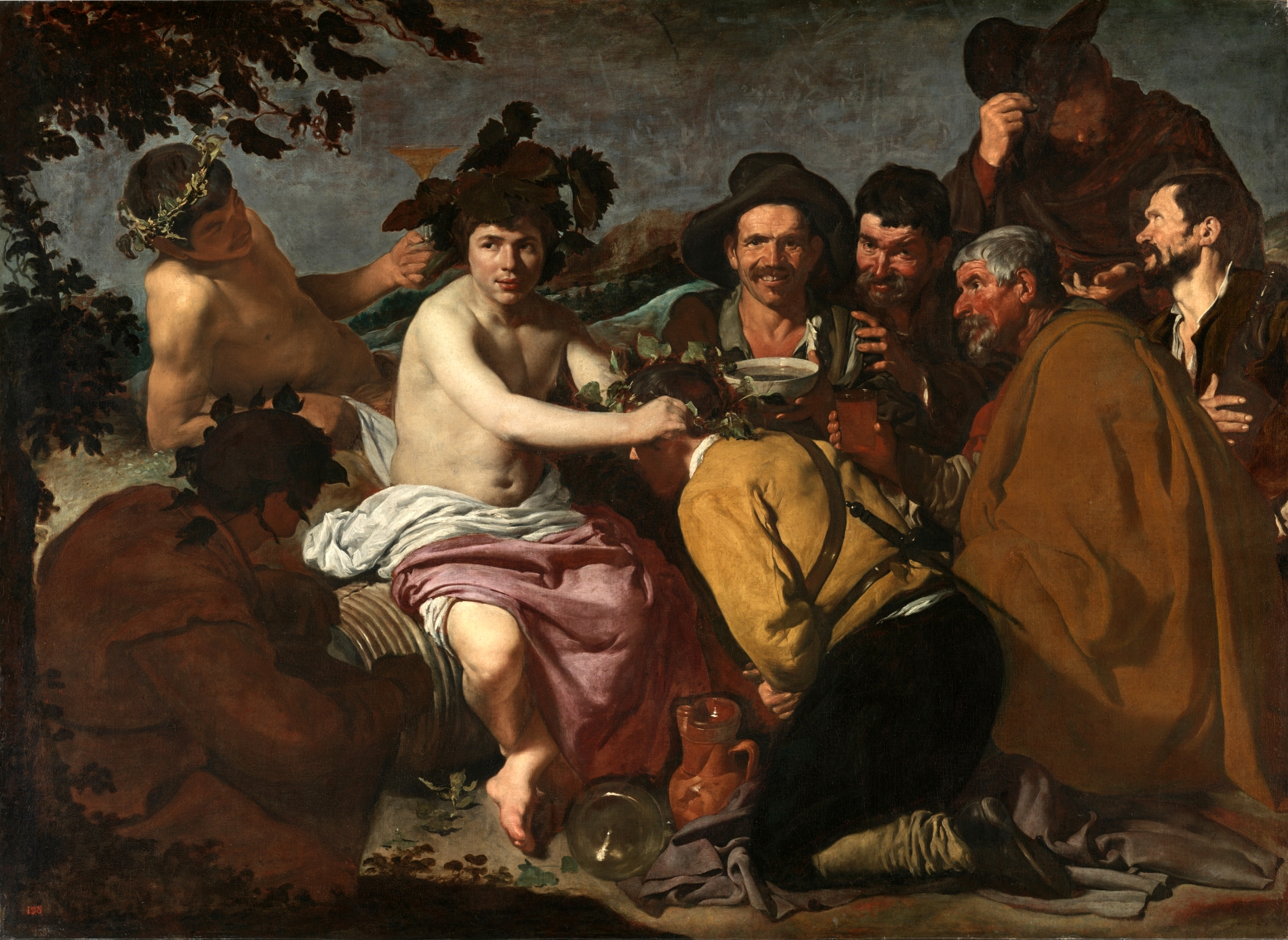
Abajo, en el centro, una jarra vinatera del siglo, en el lienzo de Velázquez Los borrachos.

Recipientes presentes en el consumo doméstico del vino ya desde el Tercer milenio antes Cristo, las jarras han desarrollado a lo largo de los siglos una rica variedad de formas, muchas de ellas convertidas en uno de los símbolos más representativos de la iconografía del vino. Una arriesgada síntesis de características más frecuentes permitiría enunciar tres elementos característicos: pequeñas vasijas o cantarillas (de cuerpo ovoidal), con una o dos asas y boca ancha con pico vertedor o pitorro.

### Tinajas

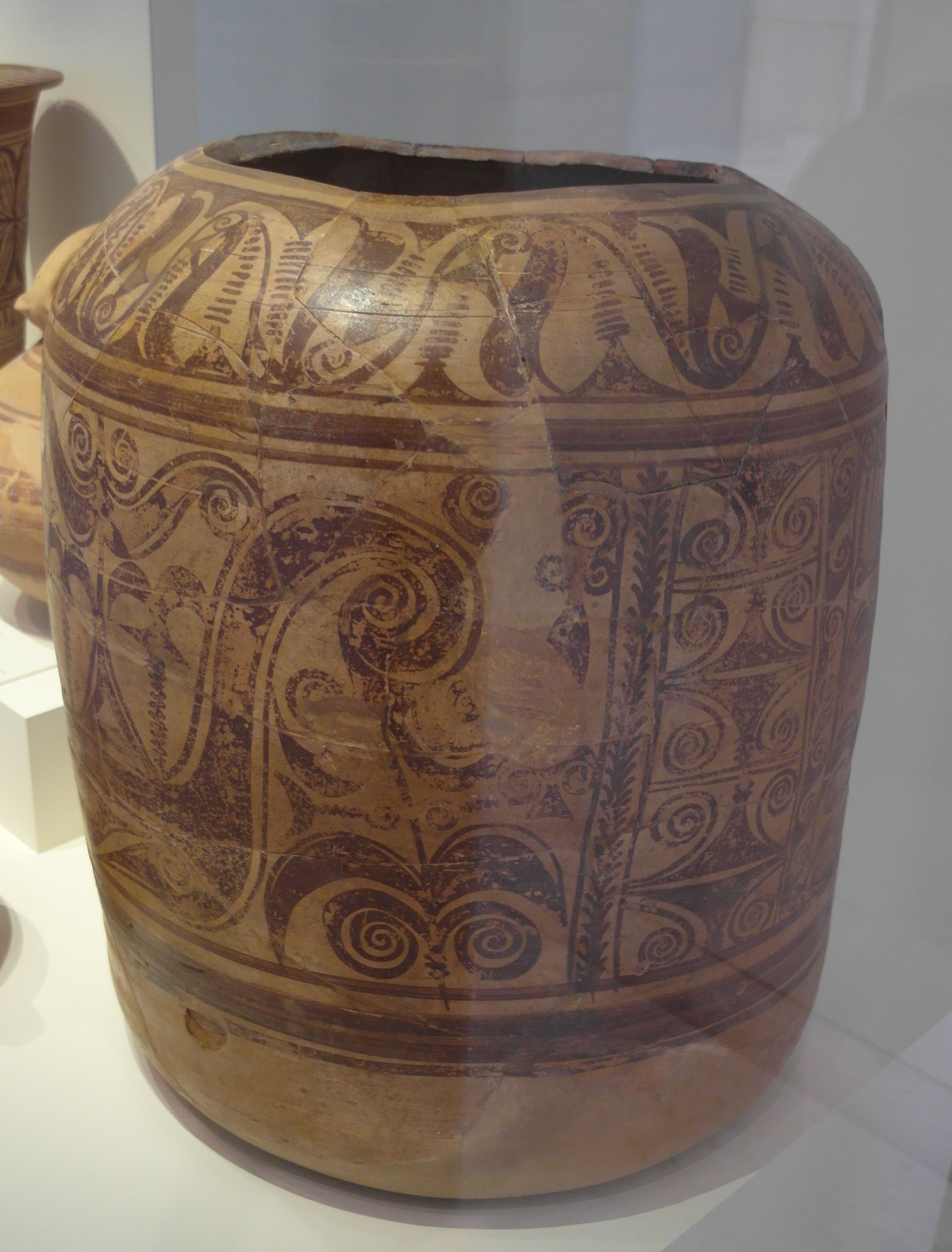
Tinaja sedetana del Cabezo de Alcalá (Teruel, España)

Junto con el ánfora, la tinaja es el recipiente omnipresente en la industria y el comercio del vino, ocupando un papel similar al que ambas vasijas han tenido en la alfarería del aceite.
La tinaja, hermana de otros grandes contenedores cerámicos como el «pithos» griego, e identificadas por Natacha Seseña con los dolios romanos, ha sido quizá el elemento básico en el proceso de almacenaje doméstico e industrial del vino durante más de veinticinco siglos, como demuestra la variedad en la capacidad de estos recipientes. Así, en tanto la tinaja casera podía albergar de 80 y 120 litros, un tinajón alcanzaba los 300 o 400 litros. Además, algunos alfares con hornos especiales fabricaban tinajas 'gigantes' especiales para cooperativas vinícolas o bodegas; la evolución o crecimiento de estas grandes tinajas pasaron de las 80-100 arrobas de finales del siglo xviii a las de 200 a 250 arrobas de finales del siglo xix. Finalmente, en la década de 1920 se fabricaban en Villarrobledo (Albacete) y en Colmenar de Oreja (Madrid) vasijas de hasta 500 arrobas.

### Trasegadores y embudos
Aunque en algunas zonas el trasvase del mosto desde el lagar a las tinajas se hacía con cántaras o medias cántaras, sumergiéndolas en la “pila”, lo normal era disponer de lebrillos especiales o trasegadores como el alcadafe andalusí, que se colocaban bajo la espita, en el suelo de la bodega. Un recipiente mixto, ocasionalmente fabricado en alfares de Cáceres, León y Zamora, era una tinaja mediana con cuello alto y ampliamente exvasado, que servía de embudo y recipiente.